# Liptauer
Liptauer é uma pasta de queijo condimentada, preparada com queijo de ovelha, queijo de cabra, queijo quark ou requeijão. É uma iguaria das culinárias da Eslováquia (com o nome "Šmirkáš", em língua eslovaca), da Hungria (com os nomes "Liptói Túró" ou "Körözött", em língua húngara), da Áustria e da Itália. O nome Liptauer deriva de Liptau, a denominação alemã da região de Liptov (Liptó em húngaro), no norte da Eslováquia, que foi um distrito do Império Austro-Húngaro até 1918.
Na provícia italiana de Trieste, esta pasta é também conhecida como Spuma di formaggio all'ungherese .
Para além do queijo, pode ter também como ingredientes natas, manteiga, margarina, cerveja e cebola cortada em cubos. Pode ser temperada com paprica, salsa fresca, pimenta, pimentão, cominhos, alcaparras e mostarda.
O Liptauer pode ser servido barrado numa fatia de pão, em bolachas, como recheio de tomates, pimentos ou ovos cozidos. Na Hungria, país em que cada família se orgulha de possuir a sua própria receita do prato, é comum consumi-lo na hora do desjejum,  sendo que uma interpretação pessoal do Liptauer é vista como a melhor de todas as receitas.